# Corben Junior Ace
Le Corben Junior Ace est la version biplace du Corben Baby Ace

## Corben Junior Ace
Rapidement réclamée par les constructeurs amateurs américains, cette version biplace côte à côte du Corben Baby Ace apparut en 1930, proposée initialement soit avec un moteur Continental A-40 de 40 ch (ATC 2-515), soit à partir de 1935 avec un Salmson AD-9 de 40 ch (ATC 2-515). Ces modèles étaient vendus respectivement 1375 U$ et 1450 U$ en état de vol, ou 925 U$ sans moteur. En option il était possible de monter une cabine fermée, la majoration de prix étant de 75 U$ ! Comme le Corben Baby Ace il sera par la suite proposé aux constructeurs amateurs, 5,00 U$ pour l'ensemble des plans au début des années 1930.

## Corben Junior Ace E
Évolution biplace du EAA Baby Ace C proposée par Cliff DuCharme à partir de 1956.

## Ace Junior Ace
Modernisation du modèle de base apparue en 1965. Toujours commercialisé en 2007 par Ace Aircraft Inc (en) : plans seuls 145,00 U$, l’avion en kit coutant 20950 U$.

## Ace Cabin Ace
Modèle à poste fermé développé par Jack Doke pour Ace Aircraft Inc.